# Amphilophus chancho
Amphilophus chancho es una especie de peces de la familia Cichlidae en el orden de los Perciformes. Previamente fue clasificada como Amphilophus citrinellus, en parte.

## Morfología
Los machos pueden llegar alcanzar los 24,2 cm de longitud total.

## Distribución geográfica
Se encuentra en la Laguna de Apoyo América Central: Nicaragua.   